# Heisteeg
De Heisteeg is een korte steeg in Amsterdam-Centrum.

## Geschiedenis en ligging
De Heisteeg is gelegen tussen Singel en Spui en aangelegd op een stuk grond dat in de vijftiende eeuw bij Amsterdam werd getrokken. De steeg ontleent zijn naam aan het hoekhuis 't Hayblok, dat reeds begin zestiende eeuw werd vermeld. De in het verlengde gelegen Wijde Heisteeg dateert uit de daaropvolgende stadsuitleg.

## Gebouwen
Op de hoek met het Spui bevindt zich het uit 1670 daterende Hoppe, een van de oudste cafés van Amsterdam.

### Rijksmonument
| Object     | Bouwperiode       | Monumentenstatus   | Omschrijving                          | Afbeelding |
| ---------- | ----------------- | ------------------ | ------------------------------------- | ---------- |
| Heisteeg 8 | 1e helft 19e eeuw | rijksmonument 1497 | Woonhuis met gevel onder rechte lijst |            |